# Jacob Pullen
Jacob Everse Pullen, né le 10 novembre 1989 à Maywood (Illinois, États-Unis), est un joueur américain de basket-ball. Il joue au poste de meneur. Depuis 2012, il dispose aussi de la nationalité géorgienne ce qui lui permet de participer aux qualifications pour l'EuroBasket 2013.

## Carrière
Pullen est le meilleur marqueur de l'histoire des Wildcats l'université d'État du Kansas où il évolue pendant 4 ans.
Il n'est toutefois pas choisi lors de la draft 2011 et part jouer en Italie dans le club de Pallacanestro Biella. En 2012, il est recruté par l'Hapoël Jérusalem. En mars 2013, il joue la fin de la saison avec les Italiens de la Virtus Bologne.
En août 2013, il est recruté par le FC Barcelone. Le 8 mars 2014, Jacob Pullen devient le joueur ayant réussi le plus de tirs à trois points dans l'histoire de la Liga ACB avec 12 (sur 15 essais), battant ainsi le record que détenait le Brésilien Oscar Schmidt depuis 1994. Il est nommé meilleur joueur de la Liga lors de la 22e journée avec une évaluation de 41.
En juin 2014, Pullen remporte le championnat d'Espagne avec Barcelone. Il quitte le club en juillet 2014.
En août 2014, Pullen signe un contrat avec les Liaoning Dinosaurs, club de première division chinoise. En septembre, il signe un contrat avec le CDB Séville pour un an. Toutefois, le 7 novembre 2014, il quitte le club sévillan.
Le 14 novembre 2014, il signe avec le club italien de New Basket Brindisi jusqu'au terme de la saison.
Le 8 août 2015, le Cedevita Zagreb, club de Ligue adriatique fait signer Jacob Pullen. En mars 2016, il est choisi dans le meilleur cinq de la saison régulière 2015-2016 en Ligue adriatique avec Miro Bilan le MVP de la saison régulière, Tadija Dragićević, Timothé Luwawu et Maik Zirbes.
En 2016, il rejoint le BC Khimki Moscou.
En août 2021, Pullen s'engage pour une saison avec le KK Cedevita Olimpija (fusion du Cedevita Zagreb, club où il a déjà évolué, et de l'Olimpija Ljubljana).

## Palmarès
- Champion d'Espagne en 2014.
- Champion de Croatie en 2016.
- Vainqueur de la Coupe de Croatie 2016.
- Vainqueur de la Coupe de Slovénie 2022.